# Alfred Beit
Alfred Beit (ur. 1853, zm. 1906) – południowoafrykański przedsiębiorca i filantrop.
Miał pochodzenie niemieckie. Od 1875 mieszkał w Kimberley. Handlował diamentami. Zaprzyjaźnił się z Cecilem Rhodesem. Miał wpływ na rozwój miasta Rand oraz Brytyjskiej Kompanii Południowoafrykańskiej. Przyczynił się do rozkwitu Rodezji.